# Bolano
Bolano es una localidad y comune italiana de la provincia de La Spezia, región de Liguria, con 7.723 habitantes.

## Evolución demográfica
| Gráfica de evolución demográfica de Bolano entre 1861 y 2001 |
|                                                              |
| Fuente ISTAT - elaboración gráfica de Wikipedia              |